# Les choses qu'on dit, les choses qu'on fait
Les choses qu'on dit, les choses qu'on fait è un film francese del 2020 diretto da Emmanuel Mouret, che affronta le tesi del filosofo René Girard sul mimetismo dei rapporti amorosi. Con la pellicola Cyrano de Bergerac (1990), il film detiene il record di candidature al premio César.

## Trama
Maxime è in viaggio per rendere visita al cugino François, che è però assente dalla sua casa. Ad accoglierlo trova la compagna Daphné, incinta da pochi mesi, con cui instaura un rapporto di profonda complicità, confidandosi reciprocamente i propri tormenti d'amore.

## Riconoscimenti
- 2021 – Premio César
- Migliore attrice non protagonista a Émilie Dequenne
  - Candidatura a miglior film
  - Candidatura a miglior attrice a Camélia Jordana
  - Candidatura a miglior attore a Niels Schneider
  - Candidatura a miglior attore non protagonista a Vincent Macaigne
  - Candidatura a migliore promessa femminile a Julia Piaton
  - Candidatura a migliore sceneggiatura originale a Emmanuel Mouret
  - Candidatura a miglior sonoro a  Maxime Gavaudan, François Mereu e Jean-Paul Hurier
  - Candidatura a migliore fotografia a Laurent Desmet
  - Candidatura a miglior montaggio a Martial Salomon
  - Candidatura a migliori costumi a Hélène Davoudian
  - Candidatura a migliore scenografia a David Faivre
  - Candidatura a miglior regista a Emmanuel Mouret
- 2021 – Premio Lumière
  - Miglior film
  - Candidatura a miglior regista a Emmanuel Mouret
  - Candidatura a miglior attrice a Camélia Jordana
  - Candidatura a migliore sceneggiatura a Emmanuel Mouret
- 2022 – Premio Magritte
  - Candidatura come migliore attrice non protagonista a Émilie Dequenne

## Musica
I titoli di coda elencano una vasta gamma di musiche utilizzate come punteggiatura tra gli episodi del film, tra gli altri da Chopin, Mozart, Satie, Debussy, Haydn, Khactaturian, Granados, Offenbach e Čajkovskij sia in forma di pezzi per pianoforte che arrangiati per orchestra.